# Melanagromyza pseudometallica
Melanagromyza pseudometallica este o specie de muște din genul Melanagromyza, familia Agromyzidae, descrisă de Spencer în anul 1966. Conform Catalogue of Life specia Melanagromyza pseudometallica nu are subspecii cunoscute.